# Parornix ampliatella
Parornix ampliatella là một loài bướm đêm thuộc họ Gracillariidae. Nó được tìm thấy ở Áo, Croatia, Corse và Ý.